# Are You Receiving Me?
Are You Receiving Me? è il quarto singolo del gruppo pop inglese XTC, pubblicato nel 1978.

## Il disco
Il brano Are You Receiving Me? è registrato al Manor nell'Oxfordshire, ed è prodotto da Martin Rushent, non come erroneamente riportato sulle copertine delle edizioni inglesi e australiane, che la accreditano a John Leckie, il quale è invece il produttore del lato B Instant Tunes, registrato durante le sedute per l'album Go2. Nella edizione olandese Rushent viene giustamente accreditato come produttore di Are You Receiving Me? ma, erroneamente, anche di Instant Tunes. Entrambi i brani in Gran Bretagna non sono presenti su album. Tutta questa confusione risulta dal fatto che la Virgin UK non ritiene la produzione di Leckie valida per la versione per il singolo, e convince il gruppo a registrare nuovamente il brano con Rushent. Per questo motivo l'originaria data di uscita del singolo, 22 settembre, non è mantenuta e il singolo esce ben un mese più tardi, superando clamorosamente il 6 ottobre, data di uscita dell'album che avrebbe dovuto trainare, Go2.

Le versioni inglese e olandese riportano sulle etichette il tempo di esecuzione di Are You Receiving Me? di 3 minuti e 20 secondi, ma il brano è in realtà lungo quanto le versioni presenti sugli LP degli altri paesi. Alcune versioni inglesi presentano la classica perforazione necessaria per essere suonate nei juke-box.

## Formazione
- Andy Partridge - chitarra e voce
- Colin Moulding - basso e voce
- Barry Andrews - tastiere e voce
- Terry Chambers - batteria

## Tracce 7"
Lato A
1. Are You Receiving Me? (Andy Partridge) - 3:03

Lato B
1. Instant Tunes (Colin Moulding) - 2:31